# روديغر هاينز
روديغر هاينز (بالألمانية: Rüdiger Heinze)‏ هو منتج أفلام وكاتب سيناريو ألماني، ولد في 14 ديسمبر 1971 في ريزا في ألمانيا.

## وصلات خارجية
- روديغر هاينز على موقع IMDb (الإنجليزية)
- روديغر هاينز على موقع ألو سيني (الفرنسية)
- روديغر هاينز على موقع قاعدة بيانات الفيلم (الإنجليزية)
- روديغر هاينز على موقع كينوبويسك (الروسية)